# Bematistes tellus
Bematistes tellus is een vlinder uit de familie van de Nymphalidae. De wetenschappelijke naam van de soort is voor het eerst gepubliceerd in 1893 door Per Olof Christopher Aurivillius.

## Verspreiding
De soort komt voor in Zuid-Benin, Nigeria, Kameroen, Equatoriaal Guinee, Gabon, Congo-Brazzaville, Centraal Afrikaanse Republiek, Congo-Kinshasa, Zuid-Soedan, Noordwest-Oeganda, Rwanda, Kenia, Tanzania en Noordoost-Zambia.

## Waardplanten
De rups leeft op soorten van de passiebloemfamilie (Passifloraceae) waaronder Barteria fistulosa Mast. en Adenia.

## Ondersoorten
- Acraea tellus tellus (Aurivillius, 1893) 
  - = Planema epaea lustella Suffert, 1904
- Acraea tellus eumelis (Jordan, 1910)
  - = Planema tellus eumelis Jordan, 1910 (Zuid-Soedan, Oeganda, West-Kenia, Rwanda, Noordwest-Tanzania)
  - = Planema tellus platyxantha Jordan, 1910